# Дуэль под солнцем

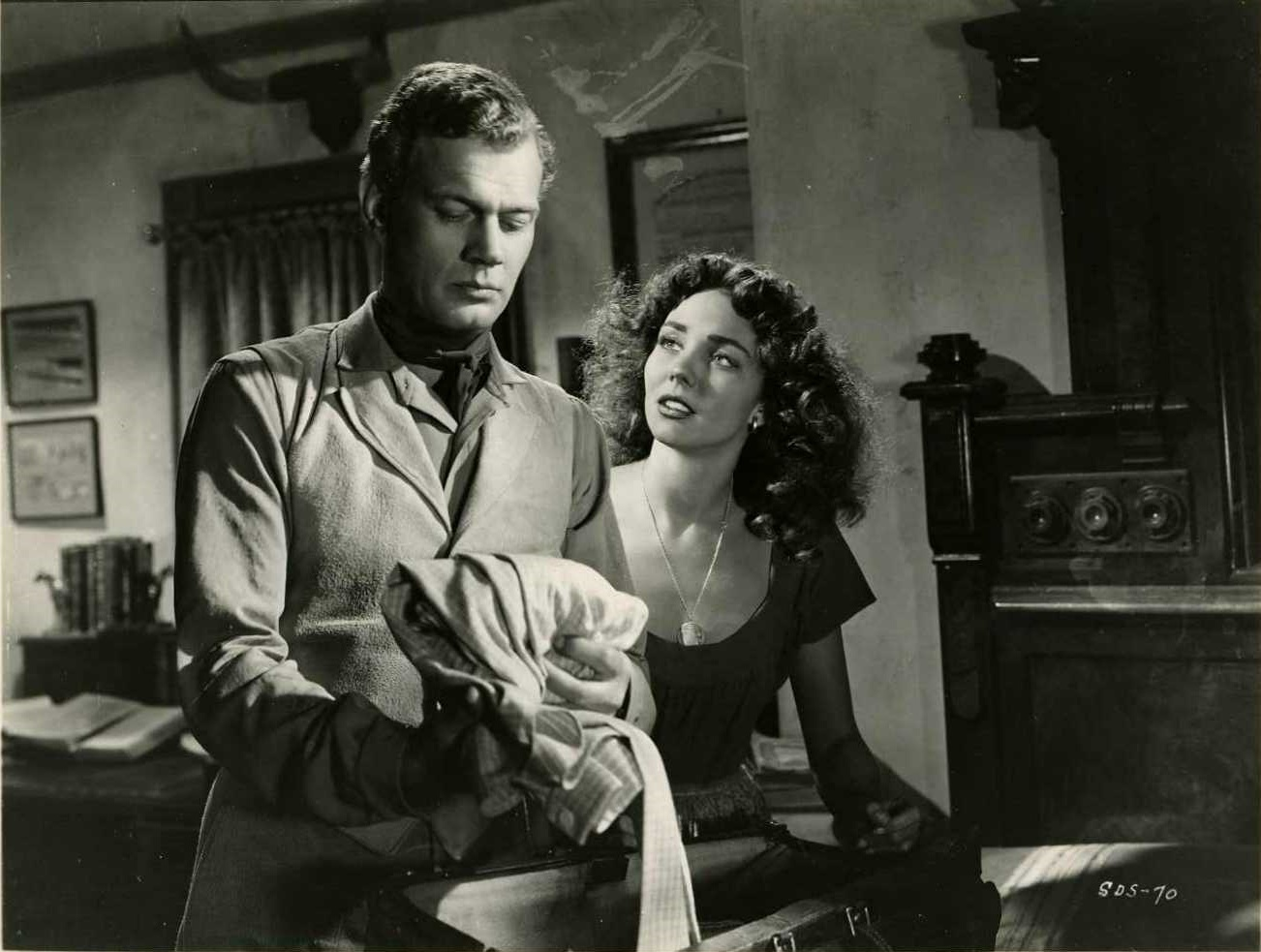
Джозеф Коттен — Дженнифер Джонс.

«Дуэль под солнцем» (англ. Duel in the Sun) — самый крупнобюджетный голливудский кинофильм своего времени. Авторский проект Дэвида Селзника. Поставлен в 1946 году режиссёром Кингом Видором по одноимённому роману Нивена Буша.

## Сюжет
Скотт Чавес застал с любовником свою жену-танцовщицу и убил их. Приговорённый судом к повешению, перед казнью он позаботился о своей дочери-метиске Перл, отправив её к родственникам, владеющим богатым ранчо в Техасе.
Осиротевшую Перл встречает чета Макканлесов, владельцев поместья. Хозяйка Лаура радушно принимает девушку как родную, но хозяин, суровый сенатор Джексон Макканлес, встречает гостью с явным неодобрением, презрительно прозвав «полукровкой». Вскорости между красоткой Перл и двумя хозяйскими сыновьями — принципиальным и образованным Джесси и бесшабашным сердцеедом Льютоном — возникает сложный любовный треугольник. Оба юноши стремятся выставить себя перед ней в максимально выгодном свете, упирая на недостатки друг друга.
Хотя Джесси уже помолвлен, он решается признаться Перл в любви, но ссора с отцом вынуждает его покинуть родное гнездо, получив адвокатскую практику в Остине. Пока старший брат делает в столице штата политическую карьеру, любвеобильный Льютон пытается доказать, что имеет на девушку больше прав. Однако встретив решительное противодействие со стороны отца, в конце концов, признаётся Перл, что не собирается строить с ней прочные отношения. Убив во время драки в салуне сделавшего предложение Перл ковбоя, он вынужден скрываться от закона. 
Тем временем разочарованная Перл пытается разорвать запутанные отношения, которые становятся всё опаснее для неё. После того как Джесси и Хелен вступают в брак, Лаура умирает, а распоясавшийся Льютон тяжело ранит старшего брата, она не находит другого выхода, как самолично вызвать своего возлюбленного на дуэль.

## В ролях
- Дженнифер Джонс — Перл Чавес
- Герберт Маршалл — Скотт Чавес
- Джозеф Коттен — Джесси Макканлес
- Грегори Пек — Льют Макканлес
- Лайонел Берримор — сенатор Джексон Макканлес
- Лиллиан Гиш — Лора
- Уолтер Хьюстон — священник
- Чарльз Бикфорд — Сэм Пирс
- Гарри Кэри — Лем Смут
- Джоан Тетцел — Хелен Лэнгфорд
- Баттерфлай Маккуин — Вашти
- Скотт Маккэй — Сид
- Отто Крюгер — мистер Лэнгфорд
- Сидни Блэкмер — любовник
- Чарльз Дингл — шериф Харди
- Орсон Уэллс — текст от автора

В титрах не указаны
- Хэнк Уорден — танцующий ковбой
- Виктор Килиан — картёжник

## Производство
«Дуэль под солнцем» — грандиозный, рекордный по затраченным вложениям кинопроект Дэвида Селзника, призванный превзойти по кассовым сборам его знаменитый фильм «Унесённые ветром» (1939) и сделать звездой первой величины его жену Дженнифер Джонс. Селзник привлёк к работе над фильмом самых ярких звёзд Голливуда, включая легендарных Лайонела Бэрримора и Лилиан Гиш. За время съёмок Селзник, по своему обыкновению, рассорился и с режиссёром Видором, и с композитором Тёмкиным. Считается, что к завершению картины приложили руку Джозеф фон Штернберг и ещё 4 режиссёра, имена которых отсутствуют в титрах.

## Реакция
Пикантные диалоги и приятная для глаза операторская работа, а также модное сочетание вестерна с мелодрамой позволили фильму окупиться в прокате, однако, вопреки ожиданиям Селзника, он не стал рекордсменом кассовых сборов. Одни только рекламные расходы «съели» рекордную сумму в 2 млн долларов. Тем не менее у фильма Селзника и Видора есть свои поклонники. Мартин Скорсезе вспоминает, что этот фильм был первым, который он увидел в своей жизни, и «этот трэш» произвёл на него неизгладимое впечатление.
Фильм занесён в «чёрный список» движением «Black Lives Matter» за «оскорбительную», по их мнению, трактовку образовательного и интеллектуального уровня афроамериканцев, представленных в виде добродушной, но недалёкой кухарки Макканлесов Вашти.

## Награды и номинации
- 1947 — номинация на премию «Оскар»
  - Лучшая женская роль (Дженифер Джонс)
  - Лучшая женская роль второго плана (Лилиан Гиш)